# Trio élégiaque n. 2 (Rachmaninov)
Il Trio élégiaque n. 2, Op. 9, in re minore (in russo Элегическое трио?), è una composizione di Sergej Vasil'evič Rachmaninov per pianoforte, violino e violoncello.

## Storia della composizione
L'opera fu composta dal 5 ottobre al 15 dicembre 1893, in seguito alla profonda impressione suscitata in Rachmaninov dalla morte di Čajkovskij, che era stato suo mentore ed amico. Il trio venne dedicato "alla memoria di una grande artista". La prima esecuzione ebbe luogo il 31 gennaio 1894 a Mosca, con Rachmaninov stesso al pianoforte, Julij Konjus al violino ed Anatolij Brandukov al violoncello. Il compositore effettuò una prima revisione del lavoro nel 1907, facendo alcuni tagli e modificando la sesta variazione del secondo movimento, ed una seconda nel 1917.  

## Struttura della composizione
Il Trio élégiaque n. 2 è diviso in tre movimenti:
1. Moderato - Allegro vivace (re minore)
2. Quasi variazione. Andante (fa maggiore)
3. Allegro risoluto - Moderato (re minore)

La grandezza del dolore si manifesta nel primo movimento, colmo di profondo cordoglio, nel motivo in crescendo del violino e del violoncello, accompagnato da un lamento ostinato del pianoforte. Per il secondo movimento, Rachmaninov ha preso a modello l'analogo tempo con variazioni del trio per pianoforte in la minore di Čajkovskij. Il breve finale si presenta come una lotta tra l'andamento risoluto del pianoforte ed il lamento degli archi, fino alla ricomparsa del lamento del primo movimento, che scompare nei colori scuri del registro grave degli strumenti.